# Chorrillo Carlota
Chorrillo Carlota är ett vattendrag i Argentina, som mynnar ut i Rio Gallegos. Det är beläget i provinsen Santa Cruz  i den södra delen av landet, 2 100 km sydväst om huvudstaden Buenos Aires.
Omgivningen kring Chorrillo Carlota består i huvudsak av gräsmarker och är mycket glesbefolkad, med 3 invånare per kvadratkilometer.